# Klasztor Iwiron
Klasztor Iwiron (grec. Μονή Ιβήρων, gruz. ივერთა მონასტერი) – jeden z klasztorów na Górze Athos, położony nad morzem we wschodniej części półwyspu. Założony został przez Gruzinów, pod nadzorem Jana Iberyjskiego, w latach 980–983. Klasztor zajmuje trzecie miejsce w atoskiej hierarchii. Biblioteka zawiera 2000 rękopisów, 15 zwojów liturgicznych i ponad 20 000 drukowanych ksiąg. Większość ksiąg jest w języku: gruzińskim, greckim, hebrajskim i łacińskim. Nazwa klasztoru Iwiron nawiązuje do starożytnego królestwa Iberii na Kaukazie, skąd pochodził architekt Jan.
Klasztor poświęcony został Zaśnięciu Marii Panny. Należy do niego skit św. Jana Chrzciciela, posiada 16 kaplic wewnętrznych i 10 zewnętrznych, mieszka w nim dziś około 30 mnichów. W monasterze przechowywana jest cudowna Iwerska Ikona Matki Bożej.